# تايرا (عشيرة)

كامون عشيرة تايرا على شكل فراشة.

عشيرة تايرا (باليابانية: 平氏 تايرا شي) كانت أحد العشائر الرئيسية في اليابان.
كانت عشيرة تايرا أحد أربع عشائر (بالإضافة إلى فوجيوارا، تاتشيبانا، ميناموتو) سيطرت على الحكم في اليابان في فترة هييآن (794 - 1185).
ينحدر من عشيرة تايرا عشيرة أودا التي كان أودا نوبوناغا من أعضاءها والذي كان له دور هام في توحيد اليابان في القرن السادس عشر.